# Fergus Scandal mac Crimthainn
Fergus Scandal mac Crimthainn (mort vers 582) était un roi de Munster (en irlandais : Muman), l'un des cinq royaumes d'Irlande. Il appartenait à la famille des Eóganacht Airthir Chlíach, une branche de la famille des Eóganachta, la dynastie régnante de Muman du Ve siècle au Xe siècle. 

## Biographie
Il était le fils de Crimthann Dearcon mac Echado et l'arrière-petit-fils d'Óengus mac Nad Froích (mort en 489), le premier roi chrétien de Muman. Les Airthir Chlíach, dont il est le seul représentant ayant réussi à atteindre le trône, possédaient un apanage situé dans l'actuel comté de Limerick et partiellement dans l'actuel comté de Tipperary, près de l'abbaye d'Imlech, le centre ecclésiastique du royaume à cette époque. 
Il est mentionné dans les listes de rois des Laud Synchronisms et du Livre de Leinster. D'après les Annales de Tigernach, il succéda comme roi à Coirpre Cromm mac Crimthainn en 577 mais fut tué peu après en 582. Les Annales des quatre maîtres donnent 580 comme année de sa mort, tandis que le Chronicon Scotorum repousse celle-ci à 583. 
La plupart des annales se contredisent d'ailleurs elles-mêmes puisqu'elles lui accordent un règne long de sept ans, et même de douze dans les Laud Synchronisms. 
D'après des sources Eóganacht, il fut tué par des hommes du royaume de Leinster qui se vit confisquer le territoire d'Osraige par le royaume de Muman comme prix du sang pour ce crime. Byrne rejette cette tradition comme une propagande tardive d'Osraige.